# Інженерно-геологічні дослідження
Інженерно-геологічні дослідження — включають різні способи вивчення ґрунтів і гірських порід у зв'язку з будівництвом та іншою техногенною діяльністю. Лабораторні інженерно-геологічні дослідження, зокрема, включають випробування ґрунтів на несучу здатність (визначення опору стисненню), розмокання, випробування порід на набухання, розтягнення, ущільнення, зсув.

## Загальний опис
Інженерно-геологічні дослідження проводяться для обґрунтування проектування різних видів будівництва, експлуатації родовищ корисних копалин, а також для здійснення інших інженерних заходів. Головними задачами інженерно-геологічних та геодинамічних досліджень є:
• вивчення геоструктурних, геоморфологічних та гідрогеологічних умов і сучасних геологічних процесів;
• визначення властивостей гірських порід для забезпечення ефективного проектування і нормальної експлуатації інженерних споруд.
Під час інженерно-геологічних досліджень вивчаються розповсюдження, склад, умови залягання, походження, вік, товщина, інженерно-геологічні властивості гірських порід та підземних вод, а також сучасні геологічні та інженерно-геологічні процеси. Явища і процеси, які стали результатом взаємодії геологічного середовища з інженерною спорудою, носять назву інженерно-геологічних.
Під час інженерно-геологічних досліджень потрібно одержати геологічні дані для оцінки місця будівництва споруди, для вибору й розрахунків її конструкції та встановлення режиму експлуатації. Для проектування захисних заходів необхідно виявити сучасні геологічні процеси, що загрожують будівлям, спорудам і комунікаціям. Результати інженерно-геологічних досліджень повинні забезпечувати можливість кількісного прогнозування їхньої взаємодії з середовищем, а саме: можливі величини просідань будівель і споруд; фільтраційні втрати води із каналів та водосховищ; розмір руйнування (переробки) берегів рік, водосховищ і морів та ін. Слід також враховувати ефективність захисту тієї території, де будуть розташовані об'єкти будівництва від руйнівної дії сучасних геодинамічних процесів.
Характерною особливістю вивчення гірських порід з інженерно-геологічною метою є оцінка їх здатності протидіяти механічному, фізичному та іншим видам впливу. При цьому визначення водопроникності порід, їх здатності зберігати і, відповідно, змінювати свої властивості, коли вони стають об'єктом інженерної діяльності людини, є однією з основних задач.
Процес проектування поділяється на низку послідовних стадій, специфічних під час різних видів будівництва залежно від складності спорудження і можливості використання під час проектування типових конструкцій: вибір місця для будівництва; розробка принципових вимог і методів робіт як під час зведення споруд, так і під час їх експлуатації; визначення заходів щодо покращення інженерно-геологічного використання місцевості.
Для вирішення цих питань проводяться підготовчі, польові та камеральні інженерно-геологічні роботи.
Підготовчі роботи включають вивчення району за архівними, фондовими та літературними джерелами, а також організацію робіт і підготовку до виїзду в поле.
До польових робіт входять: інженерно-геологічна зйомка, бурові й гірничорозвідувальні роботи в поєднанні з геофізичними, ландшафтно-геологічними, радіаційними та іншими методами досліджень, а також дослідні польові, лабораторні та камеральні роботи. Лабораторні роботи передбачають вивчення складу, стану і властивостей гірських порід, визначення агресивності та корозійних властивостей підземних вод відносно до металевих і бетонних конструкцій.
Камеральні роботи полягають в обробці матеріалів польових досліджень і в складанні звітів (висновків).
Для інженерно-геологічної характеристики гірських порід дуже важливим є встановлення їх приналежності до певних геологічних формацій, структурних поверхів, геолого-генетичних комплексів, інженерно-геологічних груп і більш дрібних підрозділів порід (залежно від детальності вивчення), підземних вод і сучасних геодинамічних процесів.

## Регіональні інженерно-геологічні дослідження
Головною задачею під час вивчення регіональних інженерно-геологічних умов вважається виявлення як існуючої, так і можливої взаємодії природних явищ із інженерними спорудами. Регіональні інженерно-геологічні дослідження проводяться для вивчення великих територій із метою встановлення усіх важливих геологічних факторів, що визначають їх інженерно-геологічні умови. Регіональні закономірності встановлюються для правильного планування і розміщення окремих видів будівництва з урахуванням розповсюдження порід із різними інженерно-геологічними властивостями.
До геологічних факторів, що визначають регіональні інженерно-геологічні умови, належать: геологічна будова території (з виділенням формацій, геолого-генетичних комплексів та інженерно-геологічних груп гірських порід), структура, умови залягання й склад порід, гідрогеологічні та геоморфологічні особливості, сучасні геологічні процеси.
Виділення геологічних формацій, які відбивають загальні закономірності формування і розподілу певних груп гірських порід, проводять з урахуванням історії геологічного розвитку території. Виділяють геолого-генетичні комплекси гірських порід за їхнім складом. Характеризуючи комплекси осадових порід, необхідно звертати увагу на співпідпорядкованість й співвідношення різних петрографічних видів порід у кожному комплексі, на гранулометричний склад порід, їх колір, шаруватість, вологість і карбонатність, а також на характер їх вивітрювання та тріщинуватості.
Під час регіонального інженерно-геологічного вивчення території велику роль відіграє характеристика гідрогеологічних умов, зокрема глибина залягання водоносних горизонтів, які мають інженерно-геологічне значення, напори й режим їх рівнів, хімічний склад води (зокрема, її агресивність), вплив підземних вод на геологічні процеси й явища (карст, суфозія, зсуви, селі). Під час оцінки регіональних інженерно-геологічних умов необхідно вивчати і геоморфологічні фактори: характер рельєфу, його зв'язок зі складом гірських порід, історію формування та вік. Дуже важливим є також з'ясування закономірності поширення та характеру розвитку геодинамічних процесів, і особливо — сучасних.
Регіональні інженерно-геологічні дослідження супроводжуються проведенням інженерно-геологічної зйомки, складанням інженерно-геологічних карт та карт районування.

## ПРОЕКТУВАННЯ ТА ОРГАНІЗАЦІЯ ІНЖЕНЕРНО-ГЕОЛОГІЧНИХ І ГЕОТЕХНІЧНИХ ДОСЛІДЖЕНЬ
Інженерно-геологічні та геотехнічні дослідження проводяться для обґрунтування проектування гідротехнічних, іригаційних та осушувальних споруд; промислового і комунального будівництва; будівництва метрополітенів, тунелів; планування і реконструкції міст, залізничних, автомобільних шляхів та інших об'єктів. На різних етапах проектування ці дослідження супроводжуються буровими, гірничими, геофізичними, геохімічними, топографо-геодезичними, маркшейдерськими роботами. Інженерно-геологічні роботи поділяються на інженерно-геологічне картування, інженерно-геологічні зйомки, інженерно-геологічні пошуки і багаторічні стаціонарні спостереження (моніторинг), пов'язані з вивченням геологічних процесів.
Інженерно-геологічні (геотехнічні) дослідження проводяться за програмою і за проектом робіт, складеними відповідно до технічного завдання на проведення досліджень. Програму і проект робіт складають керівник та головні виконавці. Безпосередньому складанню програм і проектів передує збір і вивчення літературних, фондових і архівних матеріалів за районом робіт і, відповідно до завдання, визначають строки, черговість, склад, обсяги і методику робіт, а також площу, яку належить вивчити, вказують масштаб проведення зйомочних робіт, наводять коротку характеристику геологічної будови, а також основні результати дешифрування наявних аерофотоматеріалів. У проекті визначають також склад й обсяги необхідних гірничо-бурових, геофізичних, геохімічних та інших видів робіт, а також викладають методику їх проведення.
Проект повинен бути коротким, чітким, ясним і містити необхідні відомості для складання кошторисних розрахунків. Обов'язковою частиною проекту є кошторис, який складають на увесь обсяг робіт за «Довідником укрупнених норм для проектування геологорозвідувальних робіт».
Для проведення інженерно-геологічних робіт організують загін, партію або експедицію, залежно від розмірів території і обсягу досліджень. Основною виробничою одиницею, яка виконує інженерно-геологічні роботи, є інженерно-геологічна партія. Багаторічні роботи з вивчення інженерно-геологічних процесів (зсувів, карсту, суфозії та ін.) проводяться на постійних або тимчасових дослідних станціях. Для складання зведених регіональних інженерно-геологічних карт і нарисів організовуються тематичні партії. Інженерно-геологічні партії та станції можуть бути об'єднані в експедиції.
Під час визначення необхідної кількості інженерно-геологічних партій для виконання того чи іншого обсягу розвідувальних інженерно-геологічних робіт слід враховувати: розмір території, на якій проводяться роботи; фактори, які визначають умови пересування по території робіт: рельєф; лісистість; наявність і стан доріг.
У складі інженерно-геологічних партій і станцій, які проводять декілька видів робіт, можуть бути організовані спеціалізовані загони. Під час експедиції зазвичай організують лабораторії для вивчення фізико-механічних та хімічних властивостей порід і складу підземних вод, а також ремонтно-механічні і матеріально-транспортні бази. До складу інженерно-геологічних експедицій можуть входити також спеціальні партії: геологічна, гідрогеологічна, геоморфологічна, геофізична, геохімічна, геоботанічна та ін.
Під час складання проекту робіт за результатами інженерно-геологічних досліджень для конкретних об'єктів необхідно вивчати наявний досвід проектування і будівництва. Основними задачами цього етапу є:
• з'ясування поширення, характеру, умов виникнення і припинення різних інженерно-геологічних процесів;
• прогноз інженерно-геологічних та геотехнічних процесів і явищ.
Для вирішення цих задач збирають відомості, що характеризують:
1) типи, матеріали, граничні глибини закладання фундаментів та інших підземних частин будівель і споруд різного призначення;
2) проектні та фактичні напруги у підошві будівель і забудов;
3) способи і методику проведення робіт під час будівництва та експлуатації підземних частин будівель і споруд, а також споруд, які зводяться із ґрунту (дамби, вали, греблі і т. ін.);
4) характер та розміри деформацій будівель та споруд, інженерно-геологічних комунікацій і земної поверхні в процесі будівництва та експлуатації (просідання, тріщини, псування гідроізоляції, засмічення дренажів, витрати води із водопровідної та водостічної мереж, а також із штучних водоймищ);
5) поведінку окремих комплексів порід під час розкриття їх будівельними виробками у різних умовах обводнення в різні сезони року;
6) стабільність профілів і типи укріплень ґрунтових ухилів (короткочасних і довгострокових) за різних режимів вологості та навантаження;
7) випадки агресивної дії підземних та поверхневих вод на бетонні споруди, а також випадки корозії підземних частин металевих конструкцій;
8) ускладнення під час будівництва та господарського використання території, що обумовлені інженерно-геологічними умовами або розходженнями між їх проектною оцінкою і фактичними даними.
Збір цих відомостей проводиться у різних геологічних та будівельних організаціях. Найбільш цікаві прояви інженерно-геологічних і геодинамічних процесів та явищ необхідно вивчати на місці, застосовуючи заміри, зарисовки і фотографування. При цьому бажано встановити причини їх виникнення та запропонувати методи локалізації та ліквідації. Для кожного зазначеного явища необхідно: а) позначити місце його виникнення з нанесенням на план чи карту (масштаб яких визначається задачею досліджень);
б) встановити їхній зв'язок із тим чи іншим комплексом порід;
в) вказати час виникнення та припинення інженерно-геологічних процесів і явищ;
г) навести джерела одержаної інформації.
За наявності на тій чи іншій ділянці декількох однорідних інженерно-геологічних явищ останні, залежно від конкретної задачі досліджень, можна описувати по групах, не виокремлюючи кожне з них, але позначаючи кількість і густоту проявів явищ кожного типу. Усі дослідні дані повинні заноситися до спеціального журналу.

## БУРОВІ РОБОТИ ПІД ЧАС ІНЖЕНЕРНО-ГЕОЛОГІЧНИХ І ГЕОТЕХНІЧНИХ ВИШУКУВАНЬ
Задачею інженерно-геологічних та геотехнічних вишукувань є вивчення геологічної будови і властивостей гірських порід. Вони здійснюються шляхом буріння свердловин, проходки гірських виробок, проведення геофізичних та деяких інших досліджень.
Проходка гірських виробок має переваги перед бурінням, забезпечуючи більшу детальність вивчення порід. Однак вона набагато дорожча за буріння. Геофізична розвідка є достатньо продуктивною, але вона потребує певного обсягу бурових робіт, матеріали яких використовуються для інтерпретації геофізичних даних.
Для вирішення інженерно-геологічних та геотехнічних задач застосовуються такі способи буріння: ударно-канатний, ударно-обертальний, колонковий, вібраційний і шнековий. У деяких випадках використовується також роторний спосіб.
Застосування того чи іншого способу буріння визначається наступними основними умовами:
1. Ударно-канатне буріння, яке зараз використовується дуже рідко, рекомендується застосовувати для розвідки різних пухких порід, скельних і напівскельних, а також у тих випадках, коли не потрібно вивчати структуру та механічні властивості порід.
2. Ударно-обертальне буріння, що також застосовується лише в окремих випадках, можна застосовувати, як і ударно-канатне, лише у пухких породах.
3. Колонкове буріння широко використовують у скельних, напівскельних породах, а також у щільних зв'язних та в пухких породах за умови використання глинистої промивки.
4. Вібраційний метод буріння може бути ефективним для проходки пухких порід, які не містять значних домішок великоуламкового матеріалу. Застосування його зазвичай обмежене вивченням фізико-механічних характеристик порід у природному стані.
5. Шнекове буріння є також досить продуктивним, але воно не забезпечує точної характеристики розрізу. Його слід застосовувати у випадках, коли необхідно розкрити забій на більш або менш значну глибину без докладного вивчення порід.
6. Роторне буріння загалом має ті самі переваги і недоліки, що і шнекове, але з економічних міркувань воно застосовується лише за великих діаметрів свердловин (більше 250 мм) і їх значних глибин (більш ніж 100 м).
Ударно-канатне, вібраційне, шнекове та ударно-обертальне буріння за необхідності вивчення механічних властивостей порід у природному стані слід супроводжувати відбором монолітів порід за допомогою ґрунтоносів.
Початкові діаметри буріння визначаються заданою величиною кінцевого діаметра свердловини, а також кількістю змін діаметра інструмента за її глибиною. За необхідності відбору монолітів кінцевий діаметр свердловини повинен бути не менше 115 мм, а без їх відбору — 75 мм. Під час буріння в породах, які не забезпечують стабільності стінок свердловини, останні закріплюють обсадними трубами, що гарантує чітке розчленування пройденої товщі за складом і станом порід.
У разі буріння з обсадкою в породах, що містять великоуламковий матеріал, кінцевий діаметр свердловини, залежно від величини уламків, повинен бути не меншим за 115—155 мм. Під час буріння свердловин, призначених для проведення дослідних робіт, може виникнути потреба в кінцевому діаметрі до 300 мм і більше. В окремих випадках для візуального вивчення пройденої товщі свердловини проходять діаметром 1000—1350 мм.
Початкові діаметри труб, залежно від глибини буріння, можуть бути такими: до 20–25 м — діаметр 111—131 мм, а глибшому — 151 мм, інколи — до 189 мм.
Під час ударно-канатного буріння руйнування породи на забої проводиться ударами наконечника, підвішеного на канаті. Наконечниками в пухких породах застосовують буровий стакан, у щільних — желонку, а у скельних та напівскельних породах — долото. Наконечник повинен бути важким за рахунок ударної штанги.
Очистку забою свердловини від шламу проводять желонкою. Зразки порід під час ударно-канатного буріння відбирають з бурового стакана або з желонки. В останньому випадку структурні властивості порід можуть бути повністю порушеними.
Процес ударно-обертального буріння складається з: руйнування породи на забої шляхом ударів бурового наконечника з одночасним його обертанням; видалення продуктів руйнування із свердловини та подальшого просування бурового інструменту; забезпечення стабільності стінок пройденої ділянки свердловини.
Під час обертального буріння у щільних породах за наконечник використовують ложку (переважно у породах напівтвердої й більш-менш тугопластичної консистенції) або змійовик (переважно у породах м'якопластичної і частково тугопластичної консистенції), які несуть вертикальне навантаження ваги колони штанг.
Під час колонкового буріння руйнування породи на забої проводять прорізанням кільцевого каналу за допомогою обертання коронки колонкової труби. При цьому у центральній частині забою утворюється непорушений стовпчик породи — керн, який відривають від масиву і підіймають із інструментом на поверхню для вивчення.
Промивання свердловини глинистим розчином забезпечує як підтримку стабільності стінок свердловини, так і видалення шламу зі свердловини. Буровий розчин повинен відповідати наступним вимогам:
• утворювати тонку (0,5–1,0 мм) щільну корку на стінках свердловини для запобігання поглинання промивної рідини;
• забезпечувати належну вагу стовпчика рідини у свердловині для підтримки в ній рівноваги за допомогою гідростатичного тиску;
• забезпечувати мінімальний вміст вільної води в суспензії задля запобігання набухання глин у стінках свердловини;
• мати належну в'язкість і суспензійний характер для забезпечення повного виносу шламу і недопущення осадження останнього (зашламування) у разі припинення циркуляції рідини;
• забезпечувати одержання якісних зразків перебурених порід.
Зазначені вимоги можна задовольнити в тих випадках, коли глина, що використовується для приготування промивного розчину, має високу дисперсність (як, наприклад, бентонітові глини), тиксотропність (здатність деяких гелів переходити у золі і твердіти) і не містить значної кількості мінеральних фракцій, більших ніж 0,005 мм. Контроль за якістю глинистого розчину і за його властивостями під час буріння встановлюється лабораторними методами. При цьому визначаються такі його параметри: в'язкість, щільність, водовіддача, вміст фракцій, більших за 0,005 мм, добовий відстій, товщина глинистої корки, опір зсуву, стабільність суспензії, вміст газів, температура, кислотно-лужні показники (рН).
Замість промивки забою застосовується також продування його стиснутим повітрям. Продування має наступні переваги перед промивкою:
• виключаються додаткове зволоження, розмивання керну і забою;
• суттєво зменшуються ускладнення, що виникають у разі раптової втрати промивної рідини або переривання її циркуляції (зашламування тощо);
• не потрібна доставка води до свердловин;
• виключається можливість забруднення і зволоження шламу, а також змішування різновидів шламу, винесеного з різних горизонтів.
Продування забою найбільш доцільно проводити у свердловинах, які не містять воду в рідкому стані. Воно особливо ефективне у багаторічних мерзлих, сильно кавернозних, тріщинуватих або легко розмивних породах; у посушливих і безводних районах; за необхідності точної фіксації положення водоносних горизонтів.
Під час продування можна застосовувати бурові станки і колонкові труби будь-якої конструкції, обладнані контрольно-вимірювальною апаратурою, індикатором ваги та манометрами. Бурові штанги беруть якомога більшого діаметра (30–63,5 мм) з муфто-замковими з'єднаннями. Штанги діаметром 42 мм застосовуються у виняткових випадках і лише під час буріння на глибину не більше 100 м. Застосовувати штанги з ніпельними з'єднаннями не рекомендується. За глибини буріння до 300 м в трубах діаметром 91–112 мм тиск повітря не повинен перевищувати 6–7 кгс/см2.
Вібраційне буріння ґрунтується на принципі передачі буровому інструменту спрямованих коливань, які створює віброзанурювач. Частота коливань існуючих віброзанурювачів коливається від 1200 до 2000 за хвилину, а амплітуда коливань — від 1,5 до 10 мм. Віброзанурювачі застосовуються у двох модифікаціях: із жорстким кріпленням до бурильних труб і з вільним обпиранням на спеціальну плиту — ковадло, в останньому випадку віброзанурювач називають вібромолотом.
За шнекового способу буріння руйнування породи на забої здійснюється обертовим долотом, а зруйнована порода транспортується із забою на денну поверхню шнеком, що є єдиним гвинтовийм транспортером. Геологічна документація під час шнекового буріння ускладнюється через часткове перемішуванням зруйнованої породи в процесі її транспортування шнеками. Проби можна відбирати як під час безперервного, так і під час періодичного поглиблення свердловини. Під час безперервного заглиблення процес буріння і видача вибуреної породи поєднуються.
Під час періодичного поглибленя свердловини буріння проводять з інтервалами, а після кожного інтервалу процес поглиблення припиняють і усю вибурену породу видають обертовими шнеками на денну поверхню. Прив'язку відібраних зразків порід фіксують за глибиною пройденого інтервалу.
Проходку бурових розвідувальних виробок супроводжують ретельним оглядом, випробуванням й описанням піднятих зразків порід.
Під час проходки розвідувальних виробок необхідно проводити систематичні спостереження за часом появи води і за відмітками її рівнів, а під час буріння з промивкою — також за зміною витрати промивної рідини. За наявності газопроявів слід ретельно задокументувати їх глибину та характер.

## Інженерно-геологічні дослідження для будівництва промислових споруд
Проектування промислових споруд найчастіше виконується у дві стадії. Спочатку розробляють проектне завдання, а на його основі в подальшому технічний проект та робочі креслення. Для складних об’єктів можуть проводитися додаткові дослідження, необхідні для доопрацювання і уточнення раніше виконаних робіт. Іноді за окремими об’єктами невисокої складності роботи можуть виконуватися одночасно для проектного завдання і робочих креслень.
Кожному етапу проектування відповідають свої інженерно-геологічні дослідження: проектному завданню – попередні, робочим кресленням – детальні.
Промислове підприємство є складним комплексом різних будівель та споруд. Тому паралельно з вишукуваннями та проектуванням основної споруди виконують аналогічні роботи по лініях зв’язку, магістральних трубопроводах, під’їзних і внутрішньозаводських шляхах, по мережах водопостачання і каналізації тощо.
Попередні дослідження. У тих випадках, коли це необхідно, спочатку виконують інженерно-геологічні роботи на рівні техніко-економічної  доповіді, основна мета яких – вибір будівельного майданчика. Подальші роботи проводять із його вивчення. На цьому етапі здійснюється робота з метою загальної інженерно-геологічної оцінки об’єкта. До складу досліджень входять:
•	інженерно-геологічна зйомка;
•	проходка розвідувальних свердловин та інших виробок і геофізичні роботи; 
•	польові дослідження ґрунтів та підземних вод;
•	лабораторні дослідження і камеральні роботи зі складанням інженерно-геологічного звіту.
В окремих випадках будівельні майданчики характеризуються складними геолого-гідрогеологічними умовами. Серед них: сейсмічні, болотисті, карстові та зсувні райони, ділянки, складені насипними й намивними ґрунтами, пливунами тощо.
Усі матеріали робіт узагальнюють і представляють у вигляді інженерно-геологічного звіту з такими додатками: оглядова карта району будівництва масштабу 1:25 000–1:100 000 з позначенням меж майданчика; інженерно-геологічні карти та розрізи; таблиці показників порід і підземних вод; графіки спостережень; фотографії природних умов і т. ін. Звіт дає загальну інженерно-геологічну оцінку будівельного майданчика з урахуванням особливостей запроектованих будівель і споруд.
Детальні дослідження, що включають у себе технічний проект і робочі креслення, виконують на об’єднавчій стадії проектування. Їх метою є деталізація та уточнення інженерно-геологічних даних, отриманих на стадії виконання проектного завдання для кожної будівлі і споруди. Для проектування другорядних об’єктів буває достатньо матеріалів попередніх досліджень. З метою уточнення інженерно-геологічних особливостей іноді додатково проходять одну-дві бурові свердловини.
На цій стадії основними є розвідувальні виробки (свердловини, канави тощо) та дослідні роботи. Їх розташовують залежно від розміщення фундаментів. Кількість виробок визначається такими чинниками, як поверховість будівлі та складність інженерно-геологічних умов майданчика. 
Глибина розвідувальних виробок залежить від особливостей та складності геологічної будови території. За невеликої глибині залягання скельних порід виробки мають бути на 0,5–1 м врізаними в ці породи. У випадку, якщо будівельний майданчик складений достатньо однорідною товщею порід (глини, суглинки) глибина виробок повинна бути не меншою за 6–8 м. За складних інженерно-геологічних умов їх глибина сягає до 20–25 м і більше.
Польові дослідні інженерно-геологічні роботи проводять лише під найбільш відповідальні споруди. Їх метою є уточнення міцнісних та деформаційних показників ґрунтів у межах контуру будівлі. Дослідні гідрогеологічні роботи виконують для отримання остаточних даних для розрахунків дренажних споруд, визначення припливів води до котловану тощо.
По закінченні вишукувань цього етапу складається звіт, у якому наводяться дані за ґрунтами підвалин окремих будівель та споруд і агресивністю ґрунтових вод. Звіт містить також рекомендації із проведення дій, спрямованих на захист фундаментів, підземних комунікацій і перелік інших інженерних заходів, які забезпечують стійкість будівель та споруд у процесі їх будівництва та експлуатації.

## Інженерно-геологічні дослідження для містобудівних робіт
Проектування міського і селищного будівництва проводиться стадійно. Воно складається з проектів: планування і плану розміщення першочергового будівництва, детального планування і проекту забудови.
Відповідно до цього інженерно-геологічні дослідження проводять також за стадіями, що відповідають кожному виду проектування.
Дослідження для проекту планування і плану розміщення першочергового будівництва. Інженерно-геологічні дослідження для проекту планування міст (селищ) повинні дати оцінку території з точки зору можливості використання її для будівництва. Їх проводять у поєднанні з іншими вишукуваннями і проектними розробками: економічними, кліматичними, гідрогеологічними, екологічними, санітарно-гігієнічними тощо.
Для території, що вивчається, мають бути отримані дані про геологію, гідрологію, клімат, ґрунти, рослинність, геологічну будову, гідрогеологію, природні геологічні явища та інженерно-геологічні геодинамічні процеси (зсув, суфозія, карст, сейсмічна активність), а також склад і властивості ґрунтів.
Інженерно-геологічні дослідження проводять у три періоди: підготовчий, польовий та камеральний. Інженерно-геологічний звіт служить підставою для складання проекту планування і плану розміщення першочергового міського і селищного будівництва.
Дослідження для проекту детального планування. Проект детального планування міста (селища) включає в себе архітектурно-планувальну і технічну організацію районів забудови першої черги, встановлює послідовність забудови, вирішує питання благоустрою, містить проекти детального планування та забудови окремих міських районів.
Основою інженерно-геологічних даних для складання проекту детального планування є матеріали різних видів робіт, що послідовно отримані у польовий період, під час камеральної обробки матеріалів та результатів їх досліджень.
На цій стадії проводять детальне вивчення геології місцевості та властивостей ґрунтів, для чого закладають додаткові бурові свердловини. Глибина свердловини під спорудою у більшості випадків становить 8–10 м. За наявності слабких порід закладаються шурфи з відбором двох-трьох зразків для проведення повного комплексу лабораторних досліджень.
Дослідження для проекту забудови. Проект забудови в межах існуючого міста передбачає будівництво окремих житлових будинків (мікрорайонів), кварталів, вулиць та площ. Проектування проводять у дві стадії – проектного завдання та робочих креслень. Перед кожною стадією виконують польові інженерно-геологічні роботи.
Дослідження для проектного завдання характеризують  геологічні та гідрогеологічні умови усього майданчика, а також інженерно-геологічні властивості ґрунтів. У випадку, якщо для певного майданчика раніше проводилися дослідження для проекту планування і проекту детального планування, то цих матеріалів цілком вистачає, щоб не проводити нових досліджень на стадії проектування.
На стадії робочих креслень інженерно-геологічні матеріали можуть бути оформлені в одному звіті.
Під час складання робочих креслень можливі випадки призначення додаткових досліджень. Це може бути пов’язане зі змінами в розміщенні будівель або перевіркою наявних геологічних матеріалів.
Інженерно-геологічні дослідження для окремих будівель. Інженерно-геологічні роботи під забудову окремих будівель проводять, як правило, одночасно для проектного завдання і робочих креслень, фактично в одну стадію. Вивчаються обмежені за площею ділянки. Об’єми робіт залежать від складності інженерно-геологічних умов, які поділяють на три категорії:
	І категорія – ділянки з простою геологічною будовою (породи залягають горизонтально; несуча здатність ґрунтів не викликає сумніву; ґрунтові води під фундаментами знаходяться нижче зони активного водообміну; товщина насипних ґрунтів не перевищує 2 м); 
	ІІ категорія – ділянки середньої геологічної складності (товща порід представлена чотирма-п’ятьма різними шарами, що зім’яті у складки; ґрунтові води залягають у межах активної зони; товщина насипних ґрунтів складає 3–4 м);
	ІІІ категорія – ділянки геологічно складні (розташовані в межах хвилястого рельєфу; товща порід – багатошарова; залягання порід складчасте, тектонічно порушене; ґрунтові води залягають вище за підошву фундаментів; активна зона містить ґрунти типу мулу, торфу; товщина насипних ґрунтів перевищує 4 м; на ділянці розвинені природні геодинамічні явища).
Інженерно-геологічні роботи усіх трьох категорій виконують у звичайному порядку. Відмінність робіт полягає лише в тому, що на майданчиках майбутніх висотних будівель (більше дев’яти поверхів) обов’язково проводиться дослідження ґрунтів навантаженням. Результати робіт представляють у вигляді висновків про інженерно-геологічні умови будівельного майданчика. Під час написання висновків велику увагу приділяють і узагальненню досвіду будівництва та експлуатації будівель на суміжних ділянках у схожих геологічних умовах. 
Інженерно-геологічні дослідження у зв’язку з надбудовою будівель, реконструкцією, зміною поверховості будівель. Такі інженерно-геологічні роботи є необхідними для розробки проектів часткової або повної реконструкції будівель. Найчастіше вони проводяться в межах старих будівельних конструкцій у зв’язку зі збільшенням їхньої поверховості.
Усі роботи проводять в один етап, не поділяючи їх на стадії проектного завдання і робочих креслень. Будівельники вивчають конструкцію будівлі з метою виявлення можливості надбудови додаткових поверхів, а інженери-геологи займаються вивченням ґрунтів підвалин. Якщо зберігся проект будівлі і матеріали колишніх інженерно-геологічних досліджень, то об’єм робіт може бути мінімальним. У цьому випадку досить відібрати моноліти ґрунтів для лабораторних аналізів і перевірити стан будівлі. Якщо ці матеріали не збереглися, то необхідно виконати повний комплекс інженерно-геологічних робіт, до складу якого входить вивчення:
•	геологічних та гідрогеологічних матеріалів території досліджень та суміжних ділянок;
•	геолого-літологічної будови майданчика;
•	ґрунтових вод; 
•	інженерно-геологічних і геодинамічних процесів та явищ.
За допомогою шурфів визначають глибину залягання і стан фундаментів, стін підвалин, гідроізоляції, а також досліджують конструкції дренажів тощо.
Для вирішення усіх геологічних питань використовують гірничі розвідувальні виробки, кількість та глибина яких встановлюється  залежно від розмірів будівлі, а також складності геологічної будови ділянки. Розмір будівлі оцінюють кількістю секцій (секція – частина будівлі завдовжки не більше 30 м). За однієї – двох секцій бурять чотири свердловини, за трьох-чотирьох – чотири-шість свердловин, більше чотирьох–вісім свердловин. Кількість шурфів встановлюється також кількістю секцій: одна секція – три шурфи; дві секції – п’ять шурфів; три-чотири секції – сім шурфів; більше чотирьох секцій – десять шурфів. Вказана кількість гірничих виробок може бути зменшена для ділянок із простою геологічною будовою. 
Бурові свердловини розташовують навколо будівлі.  Глибина шурфів має бути нижчою за підошву фундаментів.